# Nationaal Songfestival

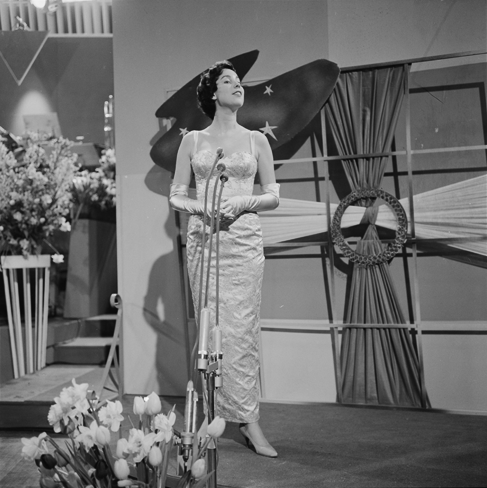
Corry Brokken won de eerste drie edities van het Nationaal Songfestival

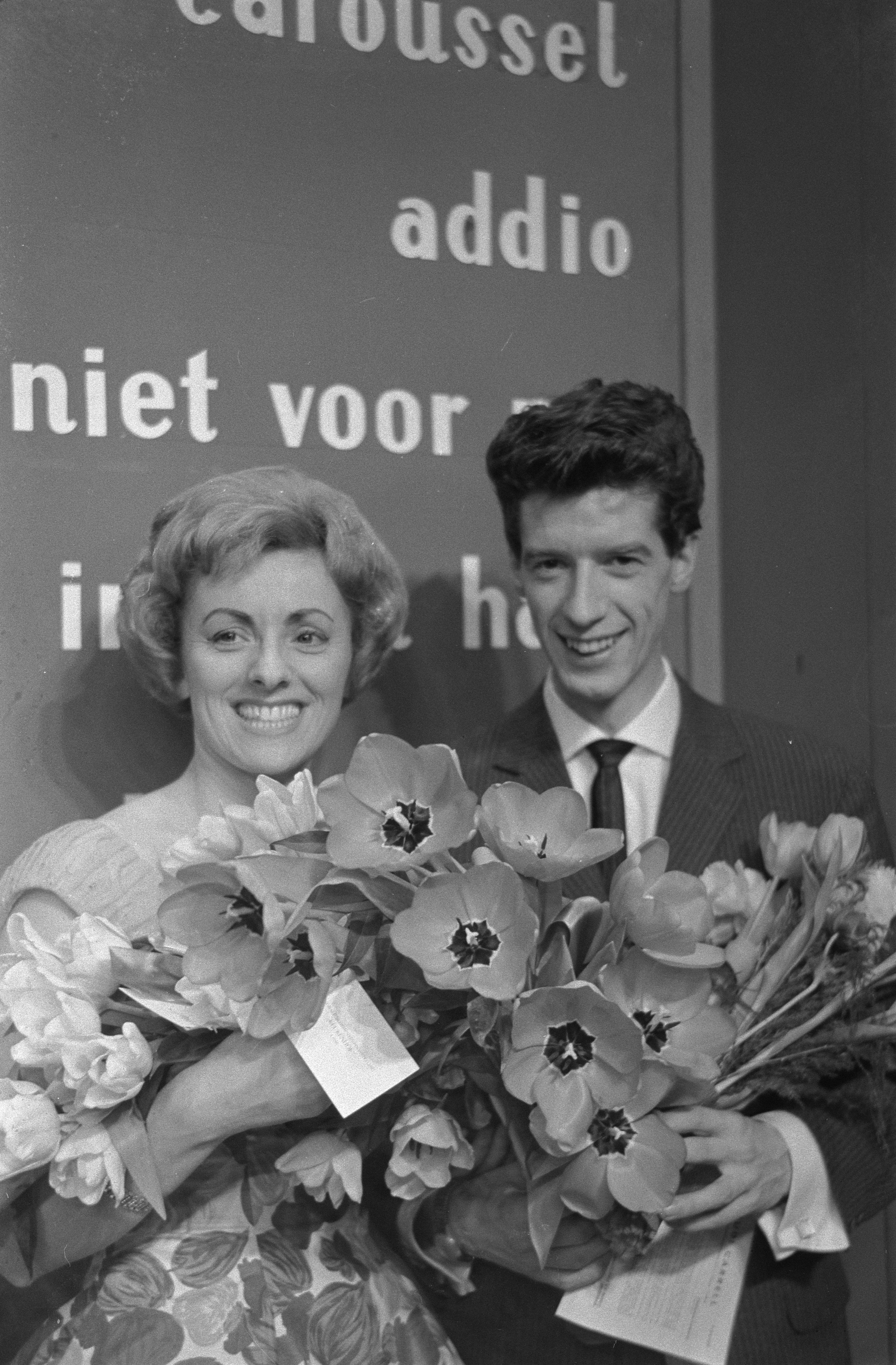
Winnaar Rudi Carrell na afloop van het Nationaal Songfestival 1960. Annie Palmen eindigde als 2de.

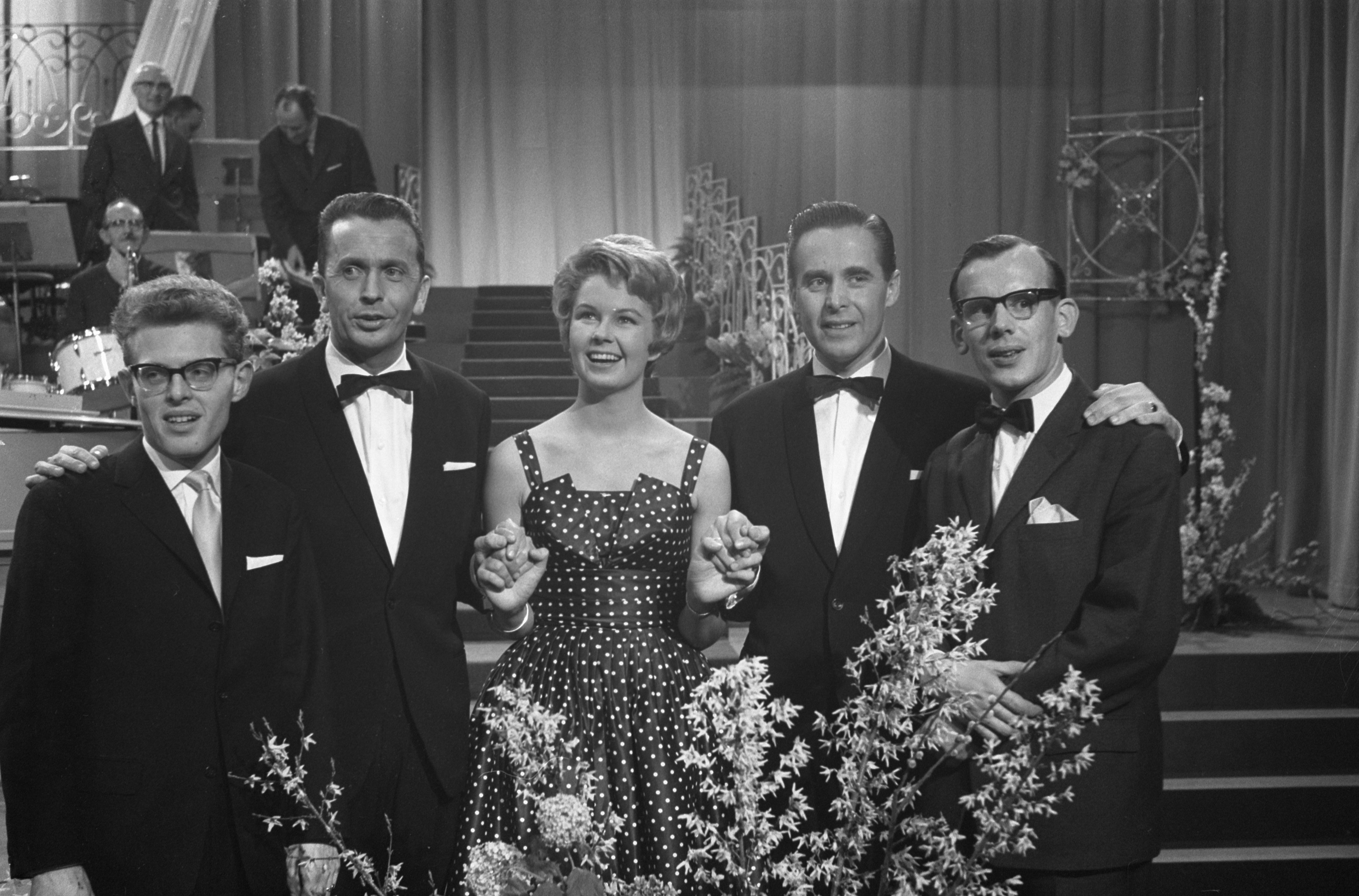
De Spelbrekers na hun overwinning van het Nationaal Songfestival 1962.

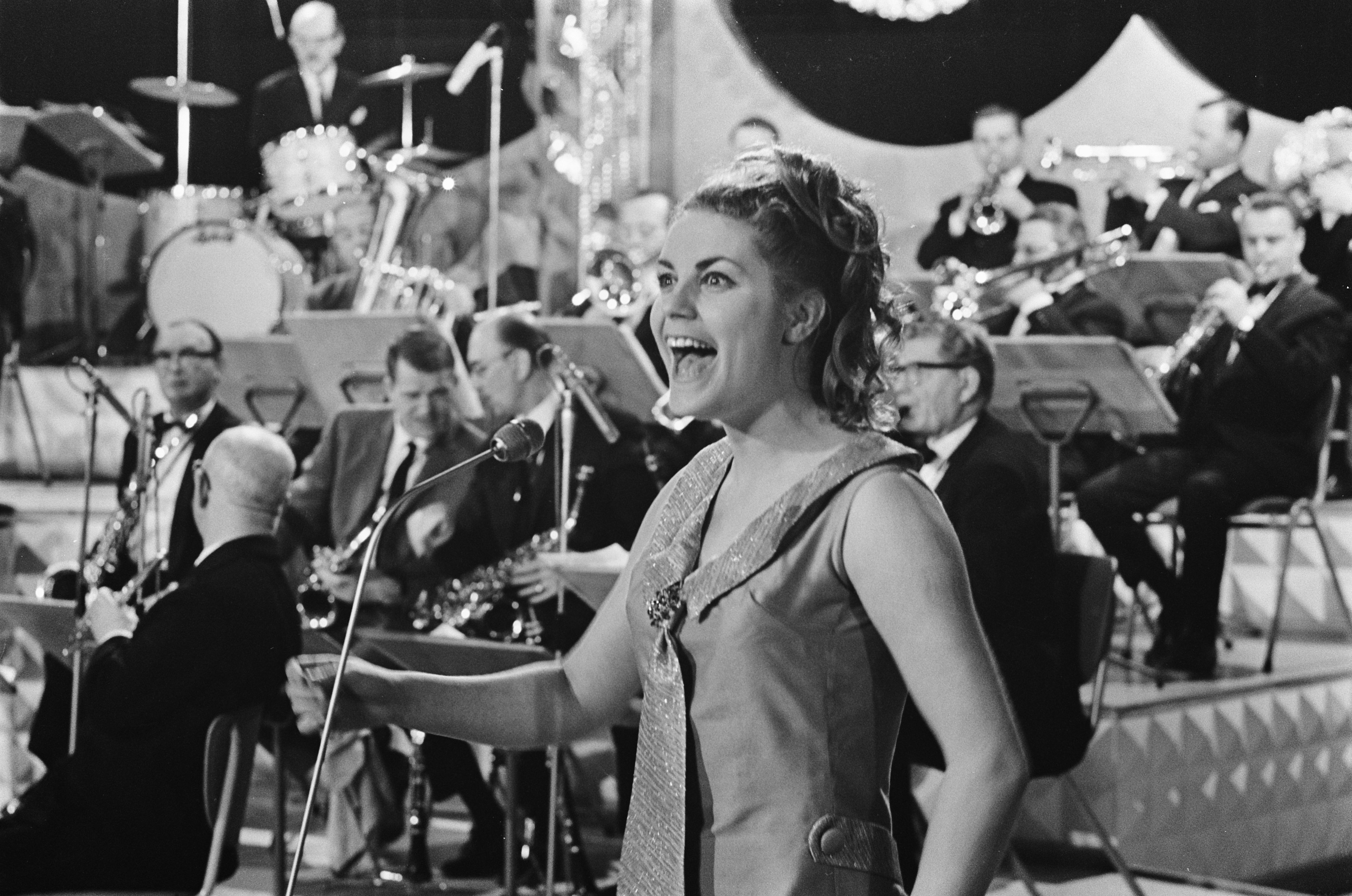
Conny Vink werd tweede tijdens het Nationaal Songfestival 1968.

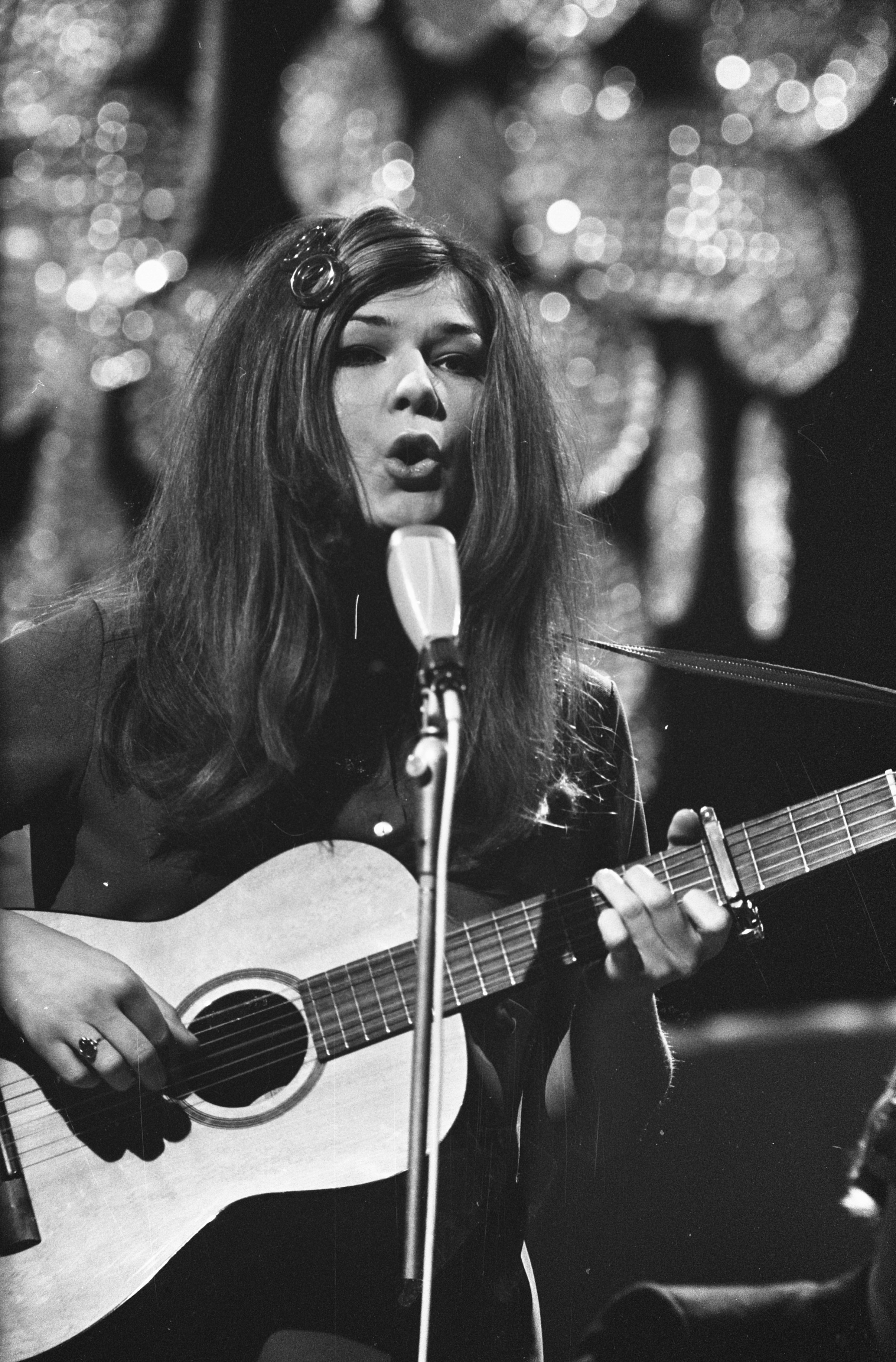
Lenny Kuhr won het Nationaal Songfestival 1969.

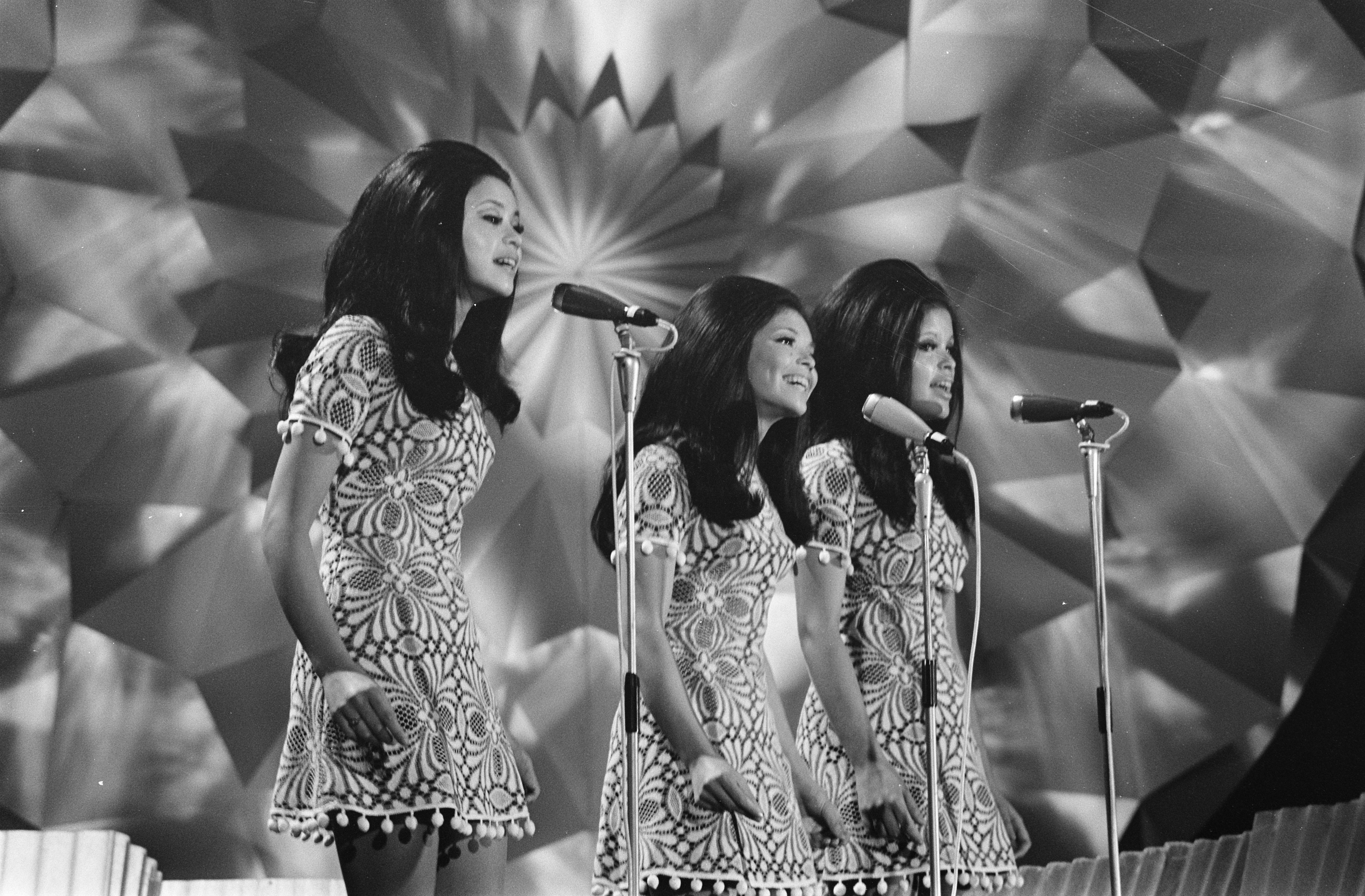
Het winnende optreden van de Hearts of Soul tijdens het Nationaal Songfestival 1970.

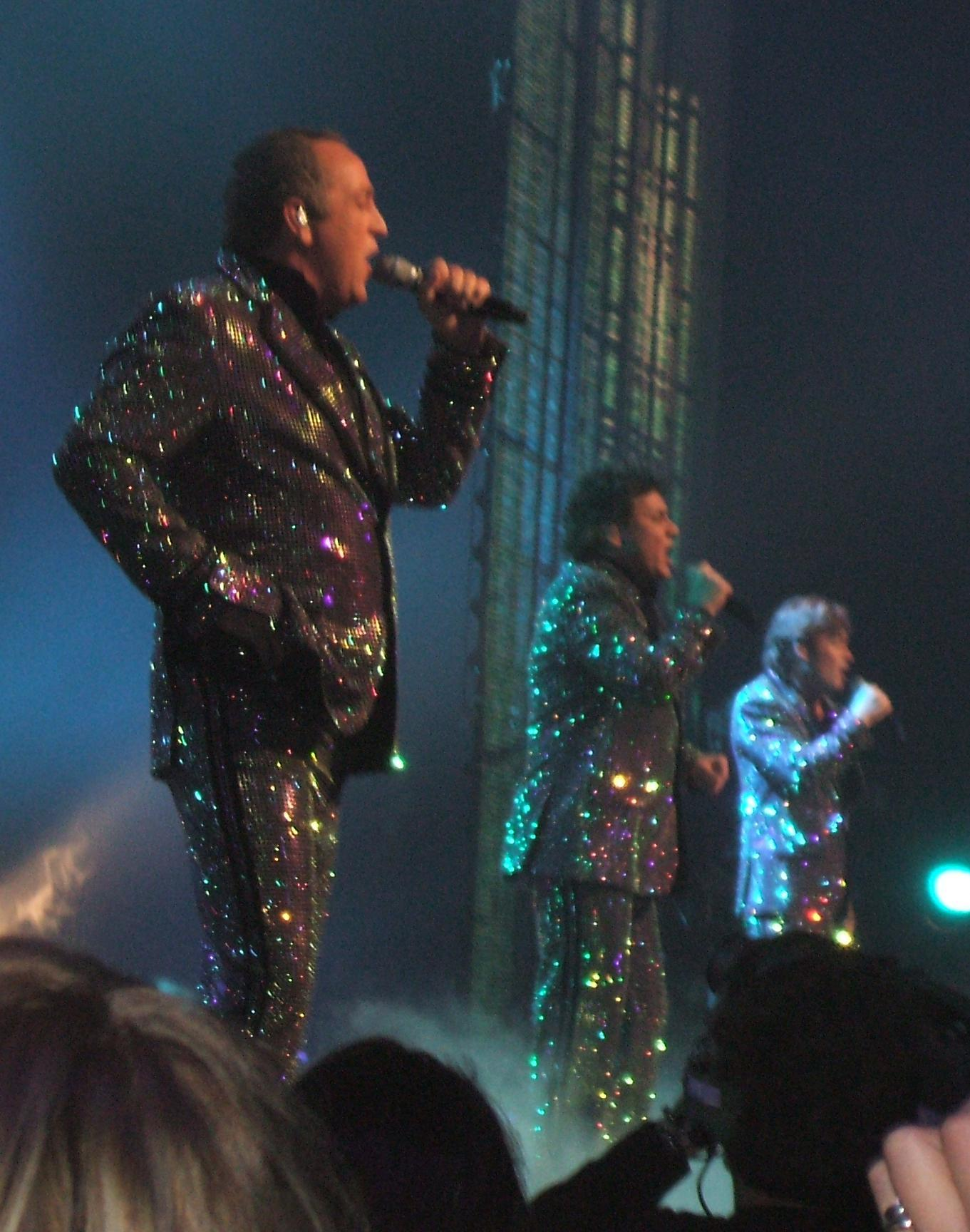
De Toppers tijdens het Nationaal Songfestival 2009

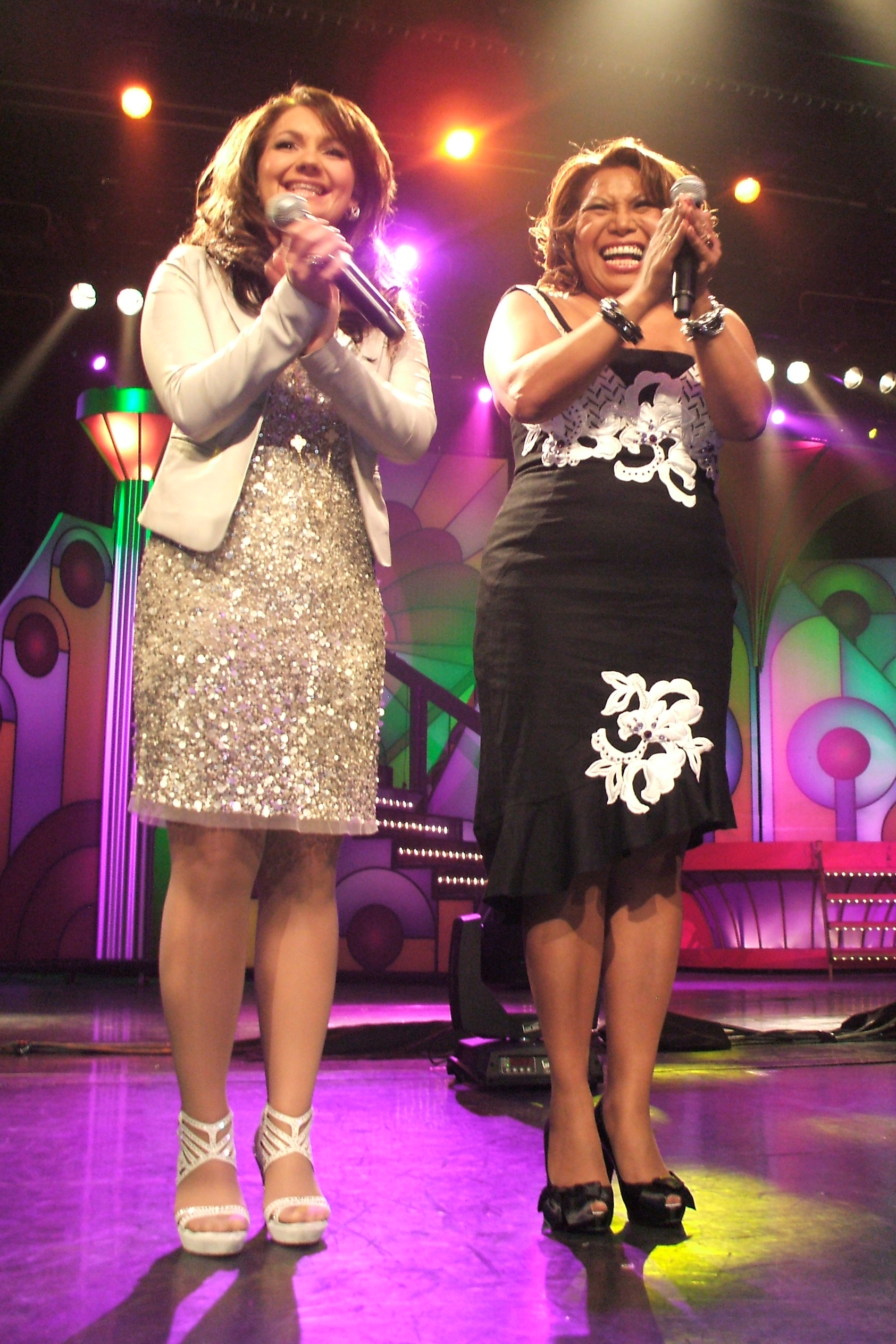
Oud Nationaal Songfestival winnaars Sieneke (2010) & Justine Pelmelay (1989) tijdens het Nationaal Songfestival 2011

Het Nationaal Songfestival was de benaming voor de Nederlandse preselectie voor het Eurovisiesongfestival. In 1956 werd deze voorronde voor het eerst georganiseerd. Het festival werd meestal rond eind januari of begin februari gehouden.

## Achtergrond
Het Nationaal Songfestival werd tot en met 1969 georganiseerd door televisieomroep NTS. Daarna nam de nieuwbakken omroep NOS het over. Enkele jaren nam een andere publieke omroep het van de NOS over. In 1961, 1980, 2008 en sinds 2013 wordt de inzending niet gekozen via een Nationaal Songfestival maar door een commissie aangeduid. In 1963 ging het Nationaal Songfestival vanwege een staking niet door.
Een enkele maal komen ook liedjes die niet winnen en ingezonden worden voor de Europese finale in de hitparade.

## Winnaars
Opmerkingen:
- In 1956 mocht behalve het winnende lied ook de nummer twee naar het Eurovisiesongfestival. Dat was het liedje De vogels van Holland, dat werd gezongen door Jetty Paerl. Het werd geschreven door Annie M.G. Schmidt en gecomponeerd door Cor Lemaire.
- De Nederlandstalige liedjes die in 1974, 1975, 2007 en 2011 het Nationaal Songfestival wonnen, werden op het Eurovisiesongfestival in het Engels uitgevoerd.
- In 1985, 1991, 1995 en 2002 deed Nederland niet mee aan het Eurovisiesongfestival.
- In de loop der jaren werd er voor vele verschillende formats gekozen om de Nederlandse inzending te bepalen.
- In 1967, 1971, 1972, 1973, 1974, 1979, 1987, 1988, 1993, 1994, 2007, 2009 en 2011 werd de uitvoerende artiest(en) van tevoren aangewezen en werd slechts het lied tijdens het Nationaal Songfestival gekozen. Ook in 1963 was een Songfestival rond één centrale artiest (Annie Palmen) gepland, maar door een staking van het Metropole Orkest ging de televisie-uitzending uiteindelijk niet door.
- In 2010 werd Pierre Kartner intern aangewezen als tekstschrijver en componist. Vervolgens werd tijdens het Nationaal Songfestival gekozen tussen vijf kandidaten die elk een eigen interpretatie brachten van het door hem geschreven lied Ik ben verliefd (sha-la-lie).
- In 2007 werd er geen gebruik gemaakt van televoting en werd het lied dus niet door het publiek gekozen. In 2010 was er ook geen televoting, maar mocht het aanwezige publiek in de zaal zijn stem uitbrengen.

| Jaar | Omroep | Presentatie                          | Uitvoerende(n)          | Lied                         | Auteur(s)                                                                  | Componist(en)                          |
| ---- | ------ | ------------------------------------ | ----------------------- | ---------------------------- | -------------------------------------------------------------------------- | -------------------------------------- |
| 1956 | NTS    | Karin Kraaykamp                      | Corry Brokken           | Voorgoed voorbij             | Jelle de Vries                                                             | Jelle de Vries                         |
| 1957 | NTS    | Karin Kraaykamp                      | Corry Brokken           | Net als toen                 | Willy van Hemert                                                           | Guus Jansen                            |
| 1958 | NTS    | Tanja Koen                           | Corry Brokken           | Heel de wereld               | Benny Vreden                                                               | Benny Vreden                           |
| 1959 | NTS    | Karin Kraaykamp                      | Teddy Scholten          | Een beetje                   | Willy van Hemert                                                           | Dick Schallies                         |
| 1960 | NTS    | Hannie Lips & Piet te Nuyl jr.       | Rudi Carrell            | Wat een geluk                | Willy van Hemert                                                           | Dick Schallies                         |
| 1962 | NTS    | Elizabeth Mooy & Hannie Lips         | De Spelbrekers          | Katinka                      | Henny Hamhuis                                                              | Joop Stokkermans                       |
| 1964 | NTS    | Elles Berger                         | Anneke Grönloh          | Jij bent mijn leven          | René de Vos                                                                | Ted Powder                             |
| 1965 | NTS    | Teddy Scholten                       | Conny Vandenbos         | 't Is genoeg                 | Joke Prior-van Soest                                                       | Johnny Holshuyzen                      |
| 1966 | NTS    | Teddy Scholten                       | Milly Scott             | Fernando en Filippo          | Gerrit den Braber                                                          | Cees Bruyn                             |
| 1967 | NTS    | Leo Nelissen                         | Thérèse Steinmetz       | Ring-dinge-ding              | Gerrit den Braber                                                          | Johnny Holshuyzen                      |
| 1968 | NTS    | Elles Berger                         | Ronnie Tober            | Morgen                       | Theo Strengers                                                             | Joop Stokkermans                       |
| 1969 | NTS    | Pim Jacobs                           | Lenny Kuhr              | De troubadour                | David Hartsema                                                             | Lenny Kuhr                             |
| 1970 | NOS    | Pim Jacobs                           | Hearts of Soul          | Waterman                     | Pieter Goemans                                                             | Pieter Goemans                         |
| 1971 | NOS    | Willy Dobbe                          | Saskia & Serge          | Tijd....                     | Gerrit den Braber                                                          | Joop Stokkermans                       |
| 1972 | NOS    | Barend Barendse                      | Sandra & Andres         | Als het om de liefde gaat    | Dries Holten                                                               | Hans van Hemert                        |
| 1973 | NOS    | Simon van Collem & Viola van Emmenes | Ben Cramer              | De oude muzikant             | Pierre Kartner                                                             | Pierre Kartner                         |
| 1974 | NOS    | Willem Duys                          | Mouth & MacNeal         | Ik zie een ster              | Hans van Hemert                                                            | Hans van Hemert                        |
| 1975 | NOS    | Willem Duys                          | Teach-In                | Dinge-dong                   | Will Luikinga & Eddy Ouwens                                                | Dick Bakker                            |
| 1976 | NOS    | Willem Duys                          | Sandra Reemer           | The party's over             | Hans van Hemert                                                            | Hans van Hemert                        |
| 1977 | NOS    | Ati Dijckmeester                     | Heddy Lester            | De mallemolen                | Wim Hogenkamp                                                              | Frank Affolter                         |
| 1978 | NOS    | Willem Duys                          | Harmony                 | 't Is O.K.                   | Dick Kooiman & Toon Gispen                                                 | Eddy Ouwens                            |
| 1979 | NOS    | Martine Bijl                         | Xandra                  | Colorado                     | Gerard Cox                                                                 | Bolland & Bolland                      |
| 1981 | NOS    | Fred Oster & Elles Berger            | Linda Williams          | Het is een wonder            | Bart van der Laar                                                          | Cees de Wit                            |
| 1982 | NOS    | Lenny Kuhr                           | Bill van Dijk           | Jij en ik                    | Liselore Gerritsen                                                         | Dick Bakker                            |
| 1983 | NOS    | Ivo Niehe                            | Bernadette              | Sing me a song               | Martin Duiser                                                              | Piet Souer                             |
| 1984 | NOS    | Eddy Becker                          | Maribelle               | Ik hou van jou               | Richard Debois & Peter van Asten                                           | Richard Debois & Peter van Asten       |
| 1986 | NOS    | Pim Jacobs                           | Frizzle Sizzle          | Alles heeft ritme            | Rob ten Bokum & Peter Schön                                                | Rob ten Bokum & Peter Schön            |
| 1987 | NOS    | Astrid Joosten                       | Marcha                  | Rechtop in de wind           | Peter Koelewijn                                                            | Peter Koelewijn                        |
| 1988 | NOS    | Astrid Joosten                       | Gerard Joling           | Shangri-la                   | Peter de Wijn                                                              | Peter de Wijn                          |
| 1989 | NOS    | Linda de Mol                         | Justine Pelmelay        | Blijf zoals je bent          | Cees Bergman, Elmer Veerhoff, Aart Mol, Erwin van Prehn & Geertjan Hessing | Jan Kisjes                             |
| 1990 | NOS    | Paula Patricio                       | Maywood                 | Ik wil alles met je delen    | Alice May                                                                  | Alice May                              |
| 1992 | NOS    | Bas Westerweel                       | Humphrey Campbell       | Wijs me de weg               | Edwin Schimscheimer                                                        | Edwin Schimscheimer                    |
| 1993 | NOS    | Paul de Leeuw                        | Ruth Jacott             | Vrede                        | Henk Westbroek                                                             | Jochem Fluitsma & Eric van Tijn        |
| 1994 | NOS    | Paul de Leeuw                        | Willeke Alberti         | Waar is de zon               | Coot van Doesburgh                                                         | Edwin Schimscheimer                    |
| 1996 | TROS   | Ivo Niehe                            | Maxine & Franklin Brown | De eerste keer               | Piet Souer                                                                 | Peter van Asten                        |
| 1997 | NOS    | Bart Peeters & Joop van Zijl         | Mrs. Einstein           | Niemand heeft nog tijd       | Ed Hooijmans                                                               | Ed Hooijmans                           |
| 1998 | NOS    | Paul de Leeuw & Linda de Mol         | Edsilia Rombley         | Hemel en aarde               | Jochem Fluitsma & Eric van Tijn                                            | Jochem Fluitsma & Eric van Tijn        |
| 1999 | NOS    | Paul de Leeuw & Linda de Mol         | Marlayne                | One good reason              | Tjeerd van Zanen                                                           | Alan Michael                           |
| 2000 | NOS    | Paul de Leeuw                        | Linda Wagenmakers       | No goodbyes                  | John O'Hare                                                                | Ellert Driessen                        |
| 2001 | NOS    | Paul de Leeuw                        | Michelle                | Out on my own                | André Remkes & Dirk Jan Vermeij                                            | André Remkes & Dirk Jan Vermeij        |
| 2003 | TROS   | Loes Luca (& Harm Edens)             | Esther Hart             | One more night               | Tjeerd van Zanen & Alan Michael                                            | Tjeerd van Zanen & Alan Michael        |
| 2004 | TROS   | Nance & Humberto Tan                 | Re-union                | Without you                  | Angeline van Otterdijk                                                     | Ed van Otterdijk                       |
| 2005 | TROS   | Nance & Hans Schiffers               | Glennis Grace           | My impossible dream          | Bruce Smith                                                                | Robert D. Fischer                      |
| 2006 | NOS    | Paul de Leeuw                        | Treble                  | Amambanda                    | Treble                                                                     | Treble                                 |
| 2007 | VARA   | Paul de Leeuw                        | Edsilia Rombley         | Nooit meer zonder jou        | Tjeerd Oosterhuis & Martin Gijzemijter                                     | Tjeerd Oosterhuis & Martin Gijzemijter |
| 2009 | TROS   | Jack van Gelder                      | De Toppers              | Shine                        | Gordon                                                                     | Bas van den Heuvel                     |
| 2010 | TROS   | Yolanthe Sneijder-Cabau              | Sieneke                 | Ik ben verliefd (Sha-la-lie) | Pierre Kartner                                                             | Pierre Kartner                         |
| 2011 | TROS   | Yolanthe Sneijder-Cabau              | 3JS                     | Je vecht nooit alleen        | 3JS                                                                        | 3JS                                    |
| 2012 | TROS   | Jan Smit & Vivienne van den Assem    | Joan Franka             | You and me                   | Joan Franka                                                                | Joan Franka & Jessica Hoogenboom       |

## Intern gekozen inzendingen
- In de onderstaande jaren werd de Nederlandse inzending niet via een Nationaal Songfestival gekozen maar via een interne selectie aangeduid.

| Jaar | Omroep   | Presentatie                | Uitvoerende(n)            | Lied                     | Auteur(s)                                                                               | Componist(en)                                                                      |
| ---- | -------- | -------------------------- | ------------------------- | ------------------------ | --------------------------------------------------------------------------------------- | ---------------------------------------------------------------------------------- |
| 1961 | NTS      |                            | Greetje Kauffeld          | Wat een dag              | Pieter Goemans                                                                          | Dick Schallies                                                                     |
| 1963 | NTS      | Rudi Carrell               | Annie Palmen              | Een speeldoos            | Pieter Goemans                                                                          | Pieter Goemans                                                                     |
| 1980 | NOS      | Sonja Barend               | Maggie MacNeal            | Amsterdam                | Alex Alberts                                                                            | Robert Verwey, Sjoukje Smit en Frans Smit                                          |
| 2008 | VARA     | Claudia de Breij           | Hind                      | Your heart belongs to me | Hind Laroussi en Tjeerd van Zanen                                                       | Hind Laroussi en Tjeerd van Zanen                                                  |
| 2013 | TROS     | Cornald Maas               | Anouk                     | Birds                    | Tore Johansson, Anouk Teeuwe en Martin Gjerstad                                         | Tore Johansson, Anouk Teeuwe en Martin Gjerstad                                    |
| 2014 | VARA     | Matthijs van Nieuwkerk     | The Common Linnets        | Calm after the storm     | Ilse DeLange, Jan Bart Meijer, Rob Crosby, Matthew Crosby en Jake Etheridge             | Ilse DeLange, Jan Bart Meijer, Rob Crosby, Matthew Crosby en Jake Etheridge        |
| 2015 | AVROTROS | Daniël Dekker              | Trijntje Oosterhuis       | Walk along               | Anouk Teeuwe                                                                            | Tobias Karlsson                                                                    |
| 2016 | AVROTROS | Cornald Maas en Jan Smit   | Douwe Bob                 | Slow down                | Douwe Bob Posthuma, Jan Peter Hoekstra, Jeroen Overman en Matthijs van Duijvenbode      | Douwe Bob Posthuma, Jan Peter Hoekstra, Jeroen Overman en Matthijs van Duijvenbode |
| 2017 | AVROTROS | Cornald Maas en Jan Smit   | O'G3NE                    | Lights and shadows       | Rick Vol                                                                                | Rory de Kievit                                                                     |
| 2018 | AVROTROS | Matthijs van Nieuwkerk     | Waylon                    | Outlaw in 'em            | Waylon, Ilya Toshinskiy en Jim Beavers                                                  | Waylon, Ilya Toshinskiy en Jim Beavers                                             |
| 2019 | AVROTROS | Matthijs van Nieuwkerk     | Duncan Laurence           | Arcade                   | Duncan Laurence                                                                         | Duncan Laurence, Joel Sjöö, Wouter Hardy, Will Knox                                |
| 2020 | AVROTROS | Matthijs van Nieuwkerk     | Jeangu Macrooy            | Grow                     | Jeangu Macrooy                                                                          | Jeangu Macrooy en Pieter Perquin                                                   |
| 2021 | AVROTROS | Renze Klamer en Fidan Ekiz | Jeangu Macrooy            | Birth of a New Age       | Jeangu Macrooy en Pieter Perquin                                                        | Jeangu Macrooy en Pieter Perquin                                                   |
| 2022 | AVROTROS | Bart Arens                 | S10                       | De diepte                | Stien den Hollander en Arno Krabman                                                     | Arno Krabman                                                                       |
| 2023 | AVROTROS | Khalid & Sophie            | Mia Nicolai & Dion Cooper | Burning Daylight         | Duncan Laurence, Jordan Garfield, Mia Nicolai, Dion Cooper en Loek van der Grinten      | Sean Myer en Lukaz                                                                 |
| 2024 | AVROTROS | Arjen Lubach               | Joost Klein               | Europapa                 | Joost Klein, Donald Scloszkie, Paul Elstak, Teun de Kruif, Thijmen Melissant, Tim Haars | Tantu Beats, Paul Elstak                                                           |
| 2025 | AVROTROS |                            | Claude                    | C'est la vie             | Arno Krabman, Claude Kiambe, Joren van der Voort, Léon Palmen                           |                                                                                    |